# Andrea Fischbacher
Andrea Fischbacher (Schwarzach im Pongau, 14 oktober 1985) is een Oostenrijkse voormalige alpineskiester.

## Skicarrière
Fischbacher maakte haar wereldbekerdebuut op 11 maart 2004 in Sestriere. Ze vertegenwoordigde Oostenrijk op de Olympische Winterspelen 2006 in Turijn, Italië. Fischbacher eindigde in Turijn als dertiende op de Super G, haar enige onderdeel. Op 10 februari 2008 boekte ze haar eerste wereldbekerzege in Sestriere, op de Super G. Ze moest de zege wel delen met de Zwitserse Fabienne Suter. Op de Wereldkampioenschappen alpineskiën 2009 won Fischbacher de bronzen medaille op de Super G. In het seizoen 2008/2009 eindigde ze tweede in de wereldbeker afdaling, mede door haar tweede overwinning in een wereldbekerwedstrijd in het Bulgaarse Bansko.
Op de Olympische Winterspelen 2010 in Vancouver veroverde ze goud op de super G, op de afdaling eindigde ze op de vierde plaats.

## Resultaten

### Titels
- Olympisch kampioene super G - 2010

### Olympische Spelen
| Jaar | Plaats    | Resultaten            |
| ---- | --------- | --------------------- |
| 2006 | Turijn    | 13e Super G           |
| 2010 | Vancouver | Super G · 4e Afdaling |

### Wereldkampioenschappen
| Jaar | Plaats                 | Resultaten                                |
| ---- | ---------------------- | ----------------------------------------- |
| 2005 | Bormio                 | 7e Super G                                |
| 2009 | Val d'Isère            | Super G · 7e Afdaling · 24e Reuzenslalom  |
| 2009 | Garmisch-Partenkirchen | 9e Afdaling 25e Reuzenslalom DNF1 Super G |
| 2013 | Schladming             | 8e Afdaling 9e Super G                    |

### Wereldbeker
Eindklasseringen
| Seizoen   | Algm | AD     | SL  | RS  | SG  | SC  |
| --------- | ---- | ------ | --- | --- | --- | --- |
| 2004/2005 | 68e  | 47e    | -   | 50e | 29e | -   |
| 2005/2006 | 15e  | 36e    | 34e | 14e | 7e  | 10e |
| 2006/2007 | 13e  | 11e    | 39e | 18e | 8e  | 35e |
| 2007/2008 | 20e  | 25e    | 52e | 27e | 12e | 21e |
| 2008/2009 | 10e  | Zilver | -   | 14e | 8e  | 20e |
| 2009/2010 | 10e  | 15e    | -   | 17e | 5e  | 20e |
| 2010/2011 | 14e  | 11e    | -   | 13e | 13e | 15e |
| 2011/2012 | 31e  | 17e    | -   | 34e | 15e | -   |
| 2012/2013 | 60e  | 33e    | -   | -   | 21e | -   |
| 2013/2014 | 21e  | 8e     | -   | 33e | 38e | -   |
| 2014/2015 | 63e  | 31e    | -   | 31e | 40e | -   |

Wereldbekerzeges
| Datum            | Plaats        | Onderdeel |
| ---------------- | ------------- | --------- |
| 10 februari 2008 | Sestriere     | Super G * |
| 28 februari 2009 | Bansko        | Afdaling  |
| 2 maart 2014     | Crans Montana | Super G   |

* In dezelfde tijd als Fabienne Suter